# Den hängande (tarotkort)

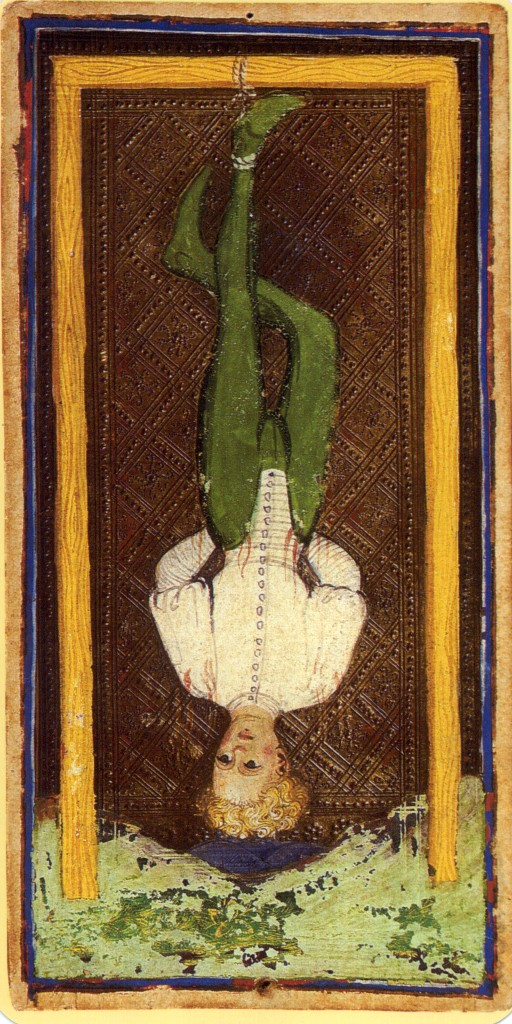
Den hängande mannen som ser oberörd ut av sin bestraffning.

Den hängande är ett av 78 korten i en tarotkortlek och är ett av de 22 de stora arkanakorten. Kortet ses generellt som nummer 12. Rättvänt symboliserar kortet uppoffring, att vänta, osäkerhet, begrundande, brist på riktning och perspektiv. Omvänt symboliserar kortet avstannande, att tappa intresset, apati och att undvika uppoffring. Kortet föreställer generellt en man som har hängts upp och ned i ett träd. Mannen hänger med en snara runt sin ena fot medan han själv håller händerna bakom ryggen. Inte sällan är han klädd i röda och blåa kläder och har en gloria runt huvudet. Att hängas upp och ned var ett vanligt straff för förrädare i Italien vid utformandet av leken, dock vad som gör kortet säreget är att mannen generellt framställs som oberörd över sin situation. I vissa kortlekar har själva mannen framställts som guden Oden.